# دمیرتاش (گرگر)
دمیرتاش (به ترکی استانبولی: Demirtaş) (به کردی: Melho) یک منطقهٔ مسکونی کردنشین در ترکیه است که در گرگر، آدیامان واقع شده‌است.